# Ananas-Seewalze
Die Ananas-Seewalze (Thelenota ananas) ist ein Stachelhäuter (Echinodermata) aus der Klasse der Seegurken (Holothuroidea).

## Merkmale
Ananas-Seewalzen haben einen langgestreckten, im Querschnitt quadratischen Körper. Sie werden 70 Zentimeter lang, bei einem maximalen Durchmesser von 15 Zentimetern. Die rotbraune Haut ist mit großen, gleichfarbigen, orangen, grauen oder violett schimmernden, ein- bis dreispitzigen Papillen besetzt. Auch die mit zahlreichen Ambulacralfüßen besetzte Unterseite ist orange. Ananas-Seewalzen haben keine Cuvierschen Schläuche.

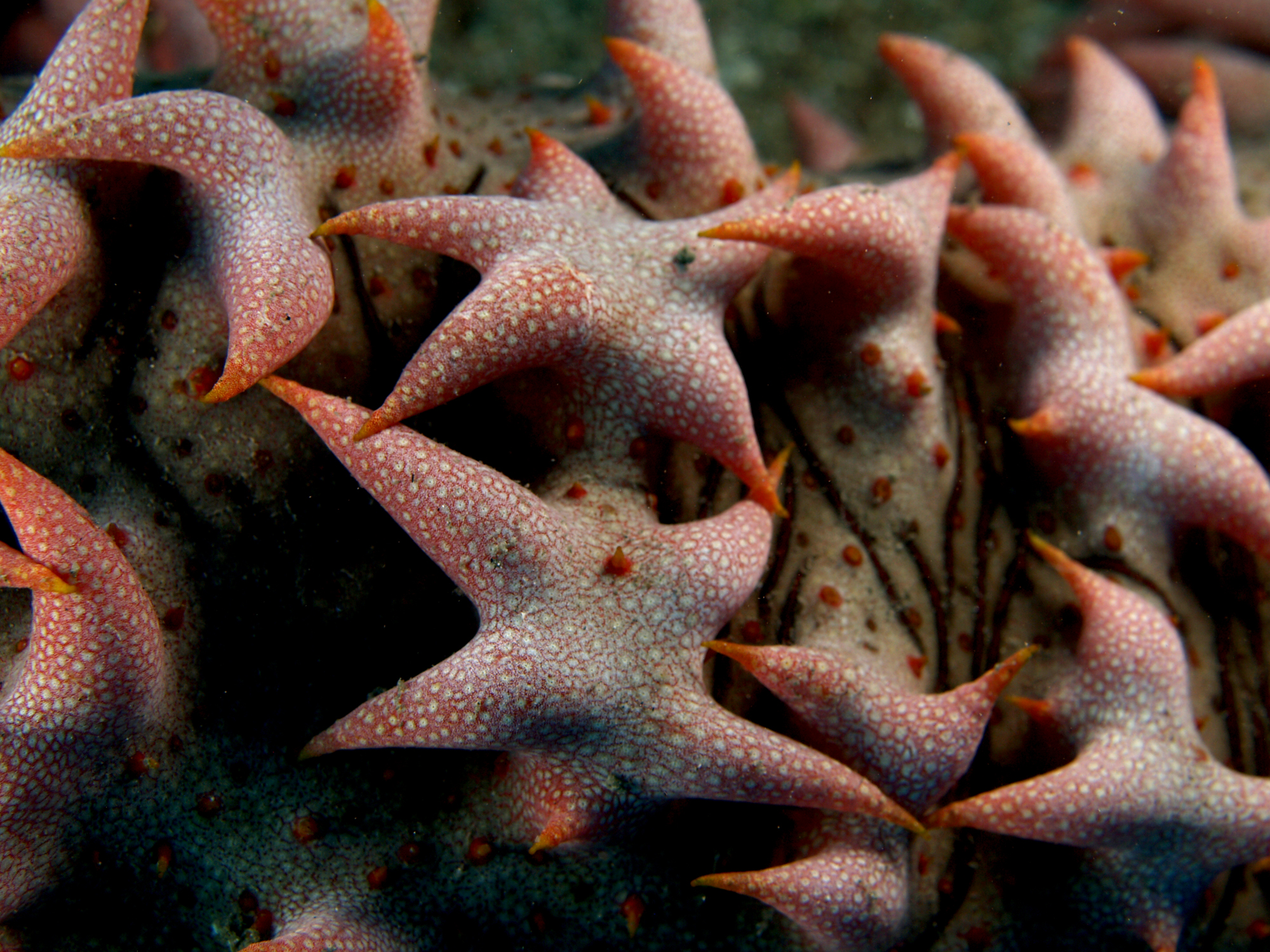
Nahansicht der Papillen

## Verbreitung und Lebensweise
Die Tiere leben im Roten Meer und im tropischen Indopazifik, nördlich bis Japan und östlich bis zu den Inseln des Südpazifik. Sie leben einzeln auf den Sand- und Geröllflächen zwischen einzelnen Korallenriffen in Tiefen von 2 bis 30 Metern. Ananas-Seewalzen ernähren sich von Detritus und anderen organischen Stoffen, die sie vom Bodengrund aufnehmen.
Eidechsenfische benutzen die Seewalzen als Tarnung und lauern hinter ihren großen Körpern verborgen auf kleine Fische und Krebstiere. Der Mensch fängt die Tiere als Delikatesse. Sie werden unter der Bezeichnung „Prickly Redfish“ als Trepang angeboten.